# Tucker (Vorname)
Tucker ist ein männlicher Vorname, der auf den gleichlautenden Familiennamen zurückgeht.
Er stammt aus der altenglischen Berufsbezeichnung „tucian“ und bedeutet „Tuchmacher“.

## Namensträger
- Tucker Albrizzi (* 2000), US-amerikanischer Schauspieler und Synchronsprecher
- Tucker Carlson (* 1969), US-amerikanischer Journalist und Talkshow-Moderator
- Tucker Cawley, US-amerikanischer Drehbuchautor und Produzent
- Tucker Frederickson (* 1943), US-amerikanischer American-Football-Spieler
- Tucker Fredricks (* 1984), US-amerikanischer Eisschnellläufer
- Tucker Gates, US-amerikanischer Regisseur und Fernsehproduzent
- Tucker McGuire (1912–1988), US-amerikanische Schauspielerin
- Tucker Murphy (* 1981), bermudischer Skilangläufer
- Tucker Poolman (* 1993), US-amerikanischer Eishockeyspieler
- Tucker Smallwood (* 1944), US-amerikanischer Schauspieler
- Tucker Vorster (* 1988), südafrikanischer Tennisspieler
- Tucker West (* 1995), US-amerikanischer Rennrodler